# Parafia Trójcy Przenajświętszej w Jarosławiu
Parafia Trójcy Przenajświętszej w Jarosławiu – rzymskokatolicka parafia znajdująca się w Jarosławiu, należąca do dekanatu Jarosław I, w archidiecezji przemyskiej. Jest prowadzona przez ojców Franciszkanów reformatów.

## Historia
W 1700 roku mieszczanin Jarosławia, Antoni Kwołek ofiarował grunta pod kościół i klasztor, dla Franciszkanów Reformatów. Głównym fundatorem budowy był Franciszek Zawadzki, łowczy kijowski. Murowany kościół zbudowano w latach 1710–1716, według projektu arch. Tomasza Belottiego, a następnie Martyna z Kęt. W 1710 roku bp Paweł Konstanty Dubrawski poświęcił kamień węgielny. 21 czerwca 1716 roku bp Jan Bokum dokonał konsekracji kościoła.
W 1939 roku zakonnicy zostali usunięci, a klasztor zajęty przez wojsko niemieckie. W 1942 roku zakonnicy powrócili. W 1970 roku dekretem bpa Ignacego Tokarczuka został erygowany niezależny wikariat, a w 1973 roku parafia. W latach 1982–1984 przy klasztorze zbudowano dom katechetyczny. 14 września 1989 roku bp Edward Białogłowski poświęcił nową kaplicę pw. Miłosierdzia Bożego.
Proboszczami parafii byli m.in.: o. Witalis Szczerba OFM (od 1978), o. Józef Kiełbasa OFM (do 2014), o. Damian Bieńkowski OFM, o. Florencjusz Szewc OFM, o. Bartosz Prusiewicz OFM (od 2023).
Na terenie parafii jest 3 200 wiernych.

## Zasięg parafii
Ulice w Jarosławiu
- Bema
- Czarnieckiego
- Głowackiego
- Grucy
- oś. Jagiellonów
- Jana Pawła II (numery 1–35, 2–24)
- Kasprowicza
- Kilińskiego
- Kościuszki (numery 1–27)
- Kraszewskiego (numery 1–23)
- ks. Makary
- Matejki
- Narutowicza
- oś. Pułaskiego (numery 17, 14–21)
- Sienkiewicza
- Słowackiego
- Reformacka
- Wyspiańskiego[8]